# 加利福尼亞派恩斯 (加利福尼亞州)
加利福尼亞派恩斯（英語：California Pines）是位於美國加利福尼亞州莫多克縣的一個人口普查指定地區。

## 地理
加利福尼亞派恩斯的座標為41°24′36″N 120°40′45″W / 41.41000°N 120.67917°W，而該地最高點為海拔高度1343米（即4406英尺）。

## 人口
根據2010年美國人口普查的數據，加利福尼亞派恩斯的面積為19.603平方千米，當中陸地面積為19.237平方千米，而水域面積為0.366平方千米。當地共有人口520人，而人口密度為每平方千米26人。